# Квінт Гортензій Гортал (претор)
Квінт Гортензій Гортал (лат. Quintus Hortensius Hortalus; близько 85 до н. е. — 42 до н. е.) — політичний та військовий діяч Римської республіки, претор 45 року до н. е.

## Життєпис
Походив з плебейського роду Гортензіїв. Син Квінта Гортензія Гортала, консула 69 року до н. е., та Лутації, доньки Квінта Лутація Катула, консула 102 року до н. е. 
Замолоду вів безладний спосіб життя і знаходився в поганих відносинах з батьком. У 51-50 роках до н. е. служив квестором в провінції Азія.
У громадянській війні між Гаєм Юлієм Цезарем і Гнеєм Помпеєм Великим воював на боці Цезаря. На початку 49 року до н. е. керував військами у Цизальпійській Галлії, пізніше був поставлений на чолі флоту в Тірренському морі, намагався надати допомогу Гаю Антонію в Адріатиці.
У 45 році до н. е. обрано претором, у 44 році до н. е. як провінцію отримав Македонію. Коли наприкінці року йому на зміну прибув Гай Антоній, Гортензій відмовився здавати йому командування і приєднався до Марка Юнія Брута, набрав у Македонії військо проти цезаріанців. Сенат продовжив повноваження Гортензія, підпорядкувавши його загальному керівництву Брута.
Взимку 43/42 років до н. е. за наказом Марка Брута Гортензій стратив Гая Антонія, що знаходився під вартою. У 42 році до н. е. брав участь у битві при Філіпах, потрапив у полон і був страчений на могилі Гая Антонія.

## Родина
- Квінт Гортенцій Корбіон